# オッペケペー節
オッペケペー節（オッペケペーぶし）は、明治時代の流行歌である。日本最古の日本人の歌声として残っていることでも有名。

## 概要
大阪の落語家の桂文之助（二世曽呂利新左衛門）の門人の3代目桂藤兵衛または2代目桂梅枝が始めた。その弟子の浮世亭〇〇（まるまる）が川上音二郎となり、1889年に作詞。1891年2月以降、壮士芝居の役者として舞台に立ち、大喜利に余興として歌った。後鉢巻きに赤い陣羽織を着て、日の丸の軍扇をかざして歌った。東京では、同年6月浅草中村座で歌った。人気が出ると歌詞は10数種類できている。

## 歌詞
歌詞は資料によって歌詞や表記に多少の相違があるが、ここでは一例として小国政の『版画「川上音二郎書生演劇」』から紹介する。

()内のひらがなはルビ、／＼はくの字点である。

権利（けんり）幸福（こうふく）きらいな人に。自由湯をば飲（の）ましたい。オツペケペ。オツペケペツポー。ペツポーポー。

堅（かた）い上下角（かど）とれて「マンテル」「ヅボン」に人力車意気な束髪（そくはつ）ポン子ツト。貴女（きぢよ）に伸士（しんし）のいでたちで。外部（うはべ）の飾（かざり）はよいけれど政治の思想（しそう）が欠乏だ。天地の真理（しんり）が解（わか）らない。心に自由の種（たね）を蒔（ま）け。オツペケペ。オツペケペツポペッポーポー

米價（べいか）騰貴（とうき）の今日に。細民（さいみん）困窮（こんきう）省（みかへ）らす目深（まぶか）に被（あ）ふた高帽子（たかほうし）。金の指輪（ゆびわ）に金時計。権門（けんもん）貴顕（きけん）に膝（ひざ）を曲け。藝者（げいしや）たいこに金を蒔（ま）き。内には米を倉（くら）に積（つ）み。同胞（どうほう）兄弟見殺（みごろし）か。幾等（いくら）慈悲（じひ）なき慾心（よくしん）も。餘り非道（ひどう）な薄情（はくじやう）な但し冥土（めいと）の御土産か。地獄（ぢごく）でゑんまに面會し。わいろ遣ふて極楽へ。行けるかへゆけないよ。オツペケペ。オツペケペツポーペツポーポー

亭主の職業は知らないが。おつむは当世のそくはつで。ことばは開化のかんごで。みそかのことわりカメだいて。不似合だ。およしなさい。なんにも知らずに知た顔。むやみに西洋を鼻にかけ。日本酒なんぞはのまれない。ビールに。ブランデー。ベルモツト。腹にもなれない洋食を。やたらに喰ふのもまけおしみ。ないしよでこうかでへどついて。ましめな顔してコーヒ飲む。おかしいね。ヱラペケペツポ。ペツポーポー

侭になるなら自由の水で。國のけがれを落したい。オツペケペ。オツペケペツポーペツポーポー

むことり島田に当世髪。ねづみのかたきに違（ちが）いない。かたまきゾロ／＼引づらし。舶来もようでりつぱだね。買う時ァ大層おだしだらう。夏向ァあつくていらないよ。其時ァおつかが。すいりよして。おそでにかくして一トはしり。からくり細工にいてくるよ。ヲヤ大きなこゑでは。いわれない内證たよ。ぶたいはけつきやうだ御免なさい。オツペケペ。オツペケペツポ。ベツポゝ。

おめかけぜうさんごんさゐに。芝居を見せるは不開化だ。かんぜんてうあく分（わか）らない。いろけの所に目をとめて。だいぢの夫（おつと）をそでにする。浮氣をすること必定だ。おためにならなゐ。およしなさい。國會開けたあかつきに。やくしやにのろけちやおられない。日本をだゐじに守りなさゐ。まゆげのないのがおすきなら。かつたいおいろに持なんせ。目玉むくのがおすきなら。たぬきとそいねをするがよゐ。オツペケ。オツペケベツポペツポーポー

親がひんすりやどんすのふとん。敷て娘は玉のこし。オツペケペ。オツベケペツポ。ベツポーポー

娘のかた掛りッぱだが。とつさんケツトを腰にまき。どちらも御客をのせたがる。娘のころぶを見ならふて。とつさんころんじやいけないよ。オツペケペ。オツペケペツポ。ペツポーポ

洋語をならふて開化ぶり。バンくふばかりが改良でねへ。自由の権利をこうてうし。國威をはるのが急務（きうむ）だよ。ちしきとちしきのくらべやゐ。キョロ／＼いたしちや居られなゐ。窮理と発明のさきがけで。 異國におとらずやッつけろ。神國名義だ日本ポー

## 自由童子とオッペケペー
音二郎は、民権思想の新聞記者として自由童子を名乗り、入獄10数回を数えた。政治的意見を表明すれば、すぐに弾圧される明治時代に音二郎は言いたいことをオッペケペーの歌詞の中でズバズバ言ったので、不満を感じていた民衆に爆発的な人気を博した。

## 音源
1900年に川上音二郎一座が欧米興行を行った際にイギリスのグラモフォン・レコード社（EMIの前身）に「オッペケペー節」を録音、SP盤で発売された。音二郎の肉声は録音されていなかったが、これは日本人初のレコードへの吹き込みであったとされている。
そして、1997年に「オッペケペー節」など計28曲を一枚のCDにしたものが『甦るオッペケペー節』として東芝EMIから発売された。後に英EMIのアーカイブ音源がワーナー・ミュージック・グループに買収され、現在の日本での発売権はワーナーミュージック・ジャパンにある。